# Bathylaco
Bathylaco es un género de peces marinos de la familia de los alepocefálidos, distribuidos de forma circumboreal por aguas profundas del océano Atlántico, océano Índico y este del océano Pacífico.

## Especies
Existen tres especies consideradas válidas:
- Bathylaco macrophthalmus Nielsen y Larsen, 1968
- Bathylaco nielseni Sazonov e Ivanov, 1980
- Bathylaco nigricans Goode y Bean, 1896